# إيما (مصارعة محترفة)
إيما (بالإنجليزية: Emma)‏ هي مصارعة محترفة أسترالية، ولدت في 1 مارس 1989 في Boronia, Victoria ‏ في أستراليا.

## وصلات خارجية
- إيما على موقع دبليو دبليو إي (الإنجليزية)
- إيما على موقع WrestlingData.com (الإنجليزية)
- إيما على موقع CageMatch worker (الإنجليزية)
- إيما على موقع قاعدة بيانات المصارعة على الإنترنت (الإنجليزية)
- إيما على موقع عالم المصارعة على الإنترنت (الإنجليزية)
- الموقع الرسمي
- إيما على موقع IMDb (الإنجليزية)
- إيما على موقع قاعدة بيانات الفيلم (الإنجليزية)